# Panna

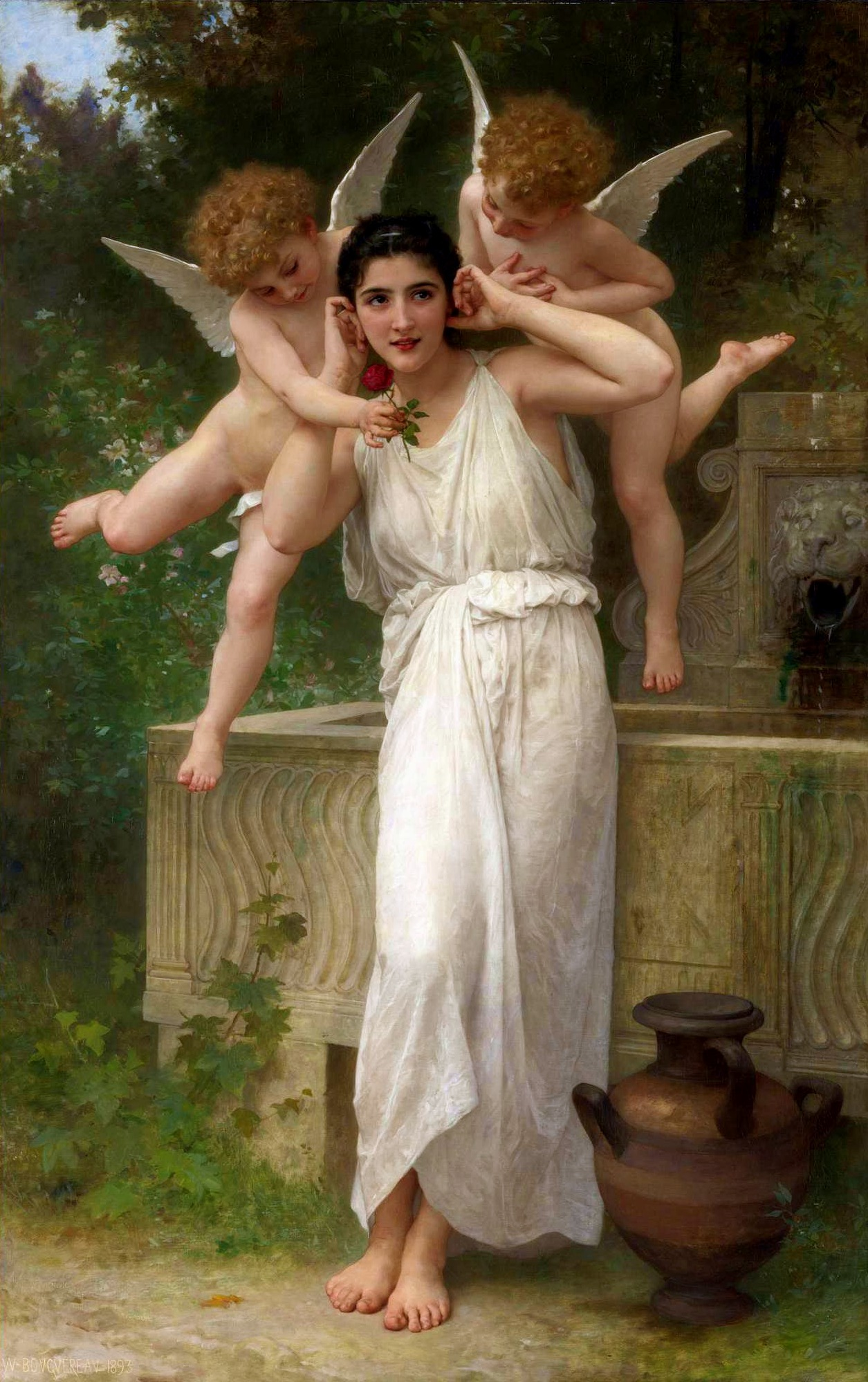
Mládí, obraz Williama-Adolpha Bouguereaua. Bílá barva je tradičně spojována s čistotou, nevinností a panenstvím.

Panna (latinsky virgo) je obecně označení ženy či dívky, která ještě neměla pohlavní styk s mužem. V širším pojetí se někdy vztahuje i na jakoukoli neprovdanou dívku. Panenství, tedy „stav bytí pannou“, což se nedokonale dokládá neporušeností panenské blány, je v některých společnostech respektované, ceněné a žádoucí, zejména v souvislosti pohledu mnohých náboženství na sexualitu před svatbou. V některých zemích (zvláště arabských a afrických) lidová kultura přímo očekává panenský stav ženy při svatební noci s manželem. Ženy, které pannami nejsou, mají v těchto státech mizivou šanci se někdy vdát, či jsou dokonce nějak potrestány (např. ukamenování, smrt, vyhnání z domova, veřejné zostuzení apod.).
Muž nebo chlapec, který ještě nikdy neměl pohlavní styk, se nazývá panic. Obecně lze říci, že v porovnáním s panenstvím žen nebývá tento stav tolik oceňován. Například v islámské kultuře svatá kniha Korán zapovídá předmanželský sex u obou pohlaví, ale zatímco sexuálně aktivní a znásilněné ženy mohou být objektem nadávek, vytlačování na okraj společnosti nebo zdrojem rodinné hanby, muži, kteří přišli před svatbou o panictví, tento problém nemají. V některých společnostech a kulturách může být dokonce panický stav muže brán jako negativum a zesměšňován. Na rozdíl od žen u mužů neexistuje fyzický rozdíl mezi muži, kteří již pohlavní styk měli a kteří ho neměli.
Slovo „panenský“ pak přeneseně znamená i „čistý“ nebo „zatím nedotčený“, případně i „nevinný“, „nezkažený“ či „krásný“ případně zcela přírodní.
Jako „staré panny“ se často pejorativně označují ženy, které ačkoliv již mají věk na to, aby byly zadané, stále nenalezly prvního partnera. Šířeji se tak mohou označovat ženy, které sice již pohlavní styk měly, ale přesto žijí osaměle.

## Původ slova
Slovo panna i panic jsou odvozena od slova pán. „Panic“ může také znamenat označení pro mladého pána (syna). Panna má zdrobnělou podobu panenka, které má přenesené významy související s představou malé dívčí figurky,  postavičky (podobně jako panáček), např. panenka jako hračka, lidové označení květů vlčích máků připomínající sukýnky – odtud i pohádka o makové panence, nebo označení zornice oka, ve které se odráží malá postava pozorujícího; tento význam je kalk lat. pupilla.

## Fyziologie
Ženská panenská blána (hymen) je membrána částečně uzavírající vchod do pochvy. Je většinou protržena při prvním sexuálním styku, přítomnost nedotčené membrány je proto často považována za fyzický důkaz panenství (viz lékařský termín virgo intacta – netknutá panna). Její nepřítomnost ale nutně neznamená, že žena již svůj první pohlavní styk prodělala, protože blána může částečně nebo i zcela chybět již od narození ženy. Panenská blána se také může protrhnout během života panny, například při cvičení nebo vkládání tampónu.
Existují i kulturní okruhy, kde již malé dívky fakticky panenskou blánu nemají, protože je jim otvor postupně rozšiřován při pravidelné hygieně.
V ojedinělých případech, například když brání odtoku menstruační krve, je ji nutno chirurgicky odstranit, aby neohrožovala život ženy.
Znásilněné panny se za panny již nepovažují. Někteří lidé tento pohled neuznávají, protože žena o panenství nepřišla vlastním přičiněním.
Křesťanství zná koncept „duchovního panenství“, kde se nové, nesezdané křesťanky považují za panny, aniž se bere ohled na jejich minulý sexuální život, protože křest se chápe jako nové zrození.

## Panenství v historii
Panenství bylo v historii často považováno za ctnost představující čistotu a fyzickou sebekázeň a je důležitou charakteristikou některých náboženských postav, například  řeckých panenských bohyň Athény, Artemidy, Démétér či Hestie. 
V křesťanství má zvláštní význam Panna Maria, jak je nazývána Marie, matka Ježíše Krista, která jej, Božího syna, podle Nového zákona počala bez pohlavního styku, tzv. panenské početí Ježíše Krista.
Jako  Panna (fr. la Pucelle) nebo později Panna orleánská byla označována Jana z Arku, mladá francouzská vojevůdkyně v době stoleté války v 15. století.

## Panenství v kultuře
Panenství je v mnoha kulturách spjato s osobní, nebo dokonce i rodinnou ctí. Tradičně se v některých kulturách, zejména křesťanských či islámských, považuje dobrovolná, ale v extrémním pojetí i nedobrovolná ztráta panenství před vstupem do manželství za velkou hanbu. V některých zemích dokonce ještě dnes ženu raději zabijí, než aby rodina zůstala pošpiněna (tzv. vražda ze cti). Historická praxe je zaznamenána v Deutoronomiu: „Jestliže u té dívky nebylo shledáno, že je panna, tedy vyvedou dívku ke vchodu do domu jejího otce, mužové jejího města ji ukamenují a zemře, neboť tím, že smilnila v domě svého otce, dopustila se v Izraeli hanebnosti. Tak odstraníš zlo ze svého středu.“).
Na svatbách v západní kultuře je považován závoj nevěsty za symbol jejího panenství. Často se mylně považují za tento znak její bílé šaty. Bílou si totiž obvykle berou i nevěsty, které již pannami nejsou, případně se u nich panenství ani nepředpokládá, například při druhém manželství.
V západní kultuře se některé znaky předmanželského panenství již nepovažují obecně za ctnosti, ale mohou být v některých kruzích zdrojem opovržení. Stále častější přesvědčení západní mládeže, že panenství se již nepovažuje za ctnost, se stalo podnětem významných debat, zejména souvisejících s kontroverzním pojetím lidské sexuality mezi mladými lidmi. Přetrvávající panenství se stává negativní vlastností, která naznačuje, že dívka je neatraktivní, prudérní a sexuálně nevyvinutá. Na druhé straně zde ovšem je třeba upozornit, že tento jev není obecný – zároveň se mezi toutéž mládeží (zejména v Americe) šíří iniciativy a hnutí deklarující sexuální abstinenci až do manželství, což svědčí spíše o názorové polarizaci než všeobecné změně pohledu.
Někteří historici a antropologové poznamenávají, že v mnohých společnostech, ve kterých se cení panenství ve smyslu neporušené panenské blány, se více provozuje předmanželský sex jiným způsobem než souloží, tedy orálně, análně nebo vzájemnou masturbací.
V některých přírodních kulturách, ve kterých se třeba ani pohlavní styk nespojuje s otěhotněním, ale jen se slastí, kterou při tom člověk zažívá, se první pohlavní styk ženy, a tedy protržení panenské blány, provádí rituálně.
Ve Starém zákoně lze nalézt mnoho odkazů na panenství, mimo jiné:

Když někdo svede pannu, která nebyla zasnoubena, a vyspí se s ní, vezme si ji za ženu a dá za ni plné věno.

Jestliže by se její otec rozhodně zdráhal mu ji dát, zaplatí svůdce obnos ve výši věna panen.
Ex 22, 15–16 (Kral, ČEP)

Když najde muž dívku, pannu, která není zasnoubena, a chytí ji, bude s ní ležet a budou přistiženi,

muž, který s ní ležel, dá otci té dívky padesát šekelů stříbra. Stane se jeho ženou, protože ji ponížil. Po celý život ji nesmí propustit.
Dt 22, 28–29 (Kral, ČEP)
Český aforismus o pannách
Krásná panna polovice věna
český aforismus
Někteří autoři popisují „Panenství je asi opravdu potřeba chápat jako svaté právo ženy rozhodovat sama o sobě. Měla by si však uvědomit, že je to nevratný okamžik, když o něj přichází.  ...Také by si měla zvážit, s kým tento výjimečný životní okamžik prožije.“  Panenství je nicméně stejně jako stav ženy, tak stav i muže. Celibát je v některých církvích vyžadován i u kněží.
„Čistota je popření přirozenosti povýšené nad přirozenost a vpravdě podivuhodný závod smrtelného ducha s nesmrtelnými anděli. Čistý pak vyhání lásku lásku a žár těla hasí žárem ducha.“  Podle křesťanských zdrojů hrozí čistotě, ctnosti, která spočívá v neposkvrněnosti těla pohlavním stykem, neustálé překážky a nástrahy. Jednou z takových vážných překážek je podle autora umění. Podle křesťanské Mravouky umělec, který svým dílem pohoršuje, by si měl uvědomit slova Kristova: ...Lépe by mu bylo, kdyby mu byl na krk zavěšen mlýnský kámen a on uvržen do hlubokého moře. Umělecká díla, která odvádí od Boha, vedou k nebezpečí ztráty čistoty a krásná literatura je nejednou prodchnuta duchem sexuální neukázněnosti. Díla, která v konečném důsledku nabádají k pohlavnímu styku, zřejmě pornografická literatura a videozáznamy, tak mohou být některými skupinami osob považována za nevhodná pro mladistvé, neboť mohou vést podle těchto názorů k předčasné ztrátě panenství.
Panenství, tedy „stav bytí pannou“, je v pohledu mnohých náboženství na lidskou sexualitu před svatbou respektované, ceněné a žádoucí. V některých zemích (zvláště arabských a afrických) lidová kultura přímo očekává panenský stav ženy při svatební noci s manželem. Ženy, které pannami nejsou, mají v těchto státech mizivou šanci se někdy vdát, či jsou dokonce nějak potrestány (např. ukamenování, poprava, vyhnání z domova, veřejné zostuzení apod.).
„K zajištění čistoty je třeba se obehnat hradbami přirozenými i nadpřirozenými.“ Takovou vhodnou obranou k uchránění panenství a tělesné čistoty je stud.
Velkým nebezpečím pro panenství jsou podle mravouky doteky. Ty mohou vznítit tělesnou žádost. Čisté doteky jsou doteky lékaře. Ten se těla dotýká, aby jej léčil, zde nebezpečí podle křesťanských zdrojů nevzniká. Je však mít na mysli různost mravů – „Co však pohoršuje u nás, nepohoršuje v Africe.“  a obráceně.

## Jiné druhy panenství

### Anální panenství
Anální panenství je druh panenství, který je charakterizován tím, že osoba ještě neměla anální pohlavní styk. V užším pojetí se jedná o anální sex pasivní, v širším pojetí jsou do něj zahrnovány i osoby, které ještě nepraktikovaly anální sex, ať již aktivně či pasivně. U mužů se někdy hovoří o této skutečnosti jako o análním panictví.